# دیدارهای فوتبال ایران و ژاپن
دیدارهای فوتبال ایران و ژاپن یک رقابت فوتبال است که بین تیم‌های ملی ایران و ژاپن برگزار می‌شود. ایران در حال حاضر در ردهٔ اول تیم‌های آسیایی (۱۶ جهان) و ژاپن در ردهٔ دوم (۱۹ جهان) است و به همین دلیل این دیدار در کنار دیدارهای فوتبال ژاپن و کره جنوبی یکی از حساس‌ترین رقابت‌های فوتبال در سطح آسیا است.

## پیشینه
تیم ملی ایران و تیم ملی ژاپن تاکنون ۱۹ بار در مقابل یکدیگر قرار گرفته‌اند که حاصل این جدال‌ها ۷ پیروزی برای ایران، ۶ پیروزی برای ژاپن و ۶ تساوی بوده است.
در این بازیها جمعاً ۴۳ گل به ثمر رسیده که سهم تیم ایران ۲۱ گل و سهم تیم ژاپن ۲۲ گل است.

## نخستین بازی
نخستین بازی دو تیم در سال ۱۹۵۰ در مرحله نیمه‌نهایی فوتبال بازیهای آسیایی با تساوی بدون گل به‌پایان رسید. چون در آن سال‌ها قانون ضربات پنالتی وجود نداشت، بنابراین این بازی دو روز بعد تکرار شد و تیم ملی ایران این‌بار حریف شرقی خود را ۳ بر ۲ شکست داد تا نخستین پیروزی را در برابر این حریف به نام خود ثبت کند.

## بهترین برد
بهترین برد ایران در برابر ژاپن، کسب نتیجه دو بر صفر در سال ۱۳۶۵ بوده است و بهترین برد ژاپن در برابر ایران کسب نتیجه سه بر صفر در سال ۱۳۹۷ می‌باشد.

## فاصله بین بردها
بیشترین فاصله‌ای که بین دو برد تیم ژاپن افتاده ۴ بازی می‌باشد. (دو برد برای ایران و دو مساوی)
بیشترین فاصله‌ای که بین دو برد ایران افتاده است ۳ بازی می‌باشد (دو برد برای ژاپن و یک مساوی)
در تاریخ بازی‌های ایران و ژاپن، هرگز هیچ‌کدام از دو تیم موفق به کسب برد در دو بازی متوالی نشده‌اند.

## بازی‌های غیررسمی
چهار دیدار غیررسمی بین تیم‌های ملی ایران و ژاپن هم برگزار شده است. این بازی‌ها در آمار رسمی قید نمی‌شوند.
بهترین پیروزی ایران طی این چهار بازی برد ۲ بر ۱ تیم امید ایران مقابل ژاپنی‌ها در فینال بازی‌های آسیایی ۲۰۰۲ بوسان می‌باشد. در این بازی جواد کاظمیان (۴۷) و محسن بیاتی‌نیا (۸۷) برای ایران گلزنی کردند و تک‌گل ژاپنی‌ها را ناکایاما در دقیقه ۸۸ به‌ثمر رساند.
همچنین ایرانی‌ها با تیم امید خود، در تاریخ هشتم اردیبهشت ۱۳۵۶ ژاپنی‌ها را ۲ بر ۱ شکست داده‌اند.
در ضمن پیش از این، تیم هما به عنوان نماینده ایران در پنجمین دوره جام ریاست جمهوری (کره‌جنوبی) به عنوان نماینده فوتبال ایران حضور پیدا کرده بود که در بازی نیمه‌نهایی تیم ژاپن را ۳ بر صفر شکست داد.
همچنین چهارمین دیدار ویژه دو تیم، خارج از چارچوب بازی‌های اصلی تیم‌های ملی بزرگسالان ایران و ژاپن ۱۱ جولای سال ۱۹۸۳ در دیدارهای جام گریت وال (GWall) برگزار شد. که ایران B با نتیجه ۵ بر ۳ مغلوب تیم منتخب لیگ ژاپن شد.
برای این تیم ایران محمد نادری (۴)، رضا احدی (۶) و روح‌اله عبادزاده (پنالتی) گلزنی کردند.

## بررسی کلی بازی‌ها
| بردهای ایران | ۷ بازی  |            | گل‌های ایران | ۲۱ گل                            |         | بازی‌های برگزار شده در ایران | ۳ بازی |
| مساوی        | ۶ بازی  | گل‌های ژاپن | ۲۲ گل       | بازی‌های برگزار شده در کشور بی‌طرف | ۱۳ بازی |                             |        |
| بردهای ژاپن  | ۶ بازی  |            |             | بازی‌های برگزار شده در ژاپن       | ۳ بازی  |                             |        |
| مجموع بازی‌ها | ۱۹ بازی | مجموع گل‌ها | ۴۳ گل       | مجموع بازی‌ها                     | ۱۹ بازی |                             |        |

## عنوان بازی‌ها
| #   | عنوان بازی            | تعداد بازی | برد ایران | برد ژاپن | مساوی |
| --- | --------------------- | ---------- | --------- | -------- | ----- |
| ۱   | بازیهای المپیک آسیایی | ۷          | ۴         | ۲        | ۱     |
| ۲   | مقدماتی جام جهانی     | ۴          | ۲         | ۲        | -     |
| ۳   | جام ملت‌های آسیا       | ۵          | ۱         | ۲        | ۲     |
| ۴   | دوستانه               | ۳          | -         | -        | ۳     |
| جمع | جمع                   | ۱۹         | ۷         | ۶        | ۶     |

| عملکرد دو تیم در بازیهای رسمی | عملکرد دو تیم در بازیهای رسمی | عملکرد دو تیم در بازیهای رسمی | عملکرد دو تیم در بازیهای رسمی |
| ----------------------------- | ----------------------------- | ----------------------------- | ----------------------------- |
| بازی                          | برد ایران                     | برد ژاپن                      | مساوی                         |
| ۱۶ بازی                       | ۷ بازی                        | ۶ بازی                        | ۳ بازی                        |

## میزبان و میهمان
| بازی‌هایی که در ایران برگزار شده است       | بازی‌هایی که در ایران برگزار شده است | بازی‌هایی که در ایران برگزار شده است | بازی‌هایی که در ایران برگزار شده است |
| تیم                                       | برد                                 | مساوی                               | باخت                                |
| ----------------------------------------- | ----------------------------------- | ----------------------------------- | ----------------------------------- |
| ایران                                     | ۱                                   | ۲                                   | ۰                                   |
| ژاپن                                      | ۰                                   | ۲                                   | ۱                                   |
| بازی‌هایی که در ژاپن برگزار شده است        |                                     |                                     |                                     |
| تیم                                       | برد                                 | مساوی                               | باخت                                |
| ایران                                     | ۰                                   | ۱                                   | ۲                                   |
| ژاپن                                      | ۲                                   | ۱                                   | ۰                                   |
| بازی‌هایی که در کشوری بی‌طرف برگزار شده است |                                     |                                     |                                     |
| تیم                                       | برد                                 | مساوی                               | باخت                                |
| ایران                                     | ۶                                   | ۴                                   | ۴                                   |
| ژاپن                                      | ۴                                   | ۴                                   | ۶                                   |

## فهرست کلی بازی‌ها
| #  | تاریخ      | نتیجه بازی     | شهر / ورزشگاه                         | عنوان بازی‌ها           | گلزنان |
| -- | ---------- | -------------- | ------------------------------------- | ---------------------- | --- |
| ۱۹ | ۱۴۰۲/۱۱/۱۴ | ایران ۲–۱ ژاپن | الریان، ورزشگاه شهر آموزش             | جام ملت‌های آسیا ۲۰۲۳   | محبی (۵۵) - جهانبخش (۶+۹۰ پ)*** موریتا (۲۸)                                                                      |
| ۱۸ | ۱۳۹۷/۱۱/۰۸ | ایران ۰–۳ ژاپن | العین، ورزشگاه هزاع بن زاید           | جام ملت‌های آسیا ۲۰۱۹   | اوزاکا (۵۶ و ۶۷-پ) – هاراگوچی (۲+۹۰)                                                                             |
| ۱۷ | ۱۳۹۴/۰۷/۲۱ | ایران ۱–۱ ژاپن | تهران، ورزشگاه آزادی                  | بازی دوستانه           | ترابی (۴۵) ** موتو                                                                                               |
| ۱۶ | ۱۳۸۴/۰۵/۲۶ | ژاپن ۲–۱ ایران | یوکوهاما، ورزشگاه بین‌المللی یوکوهاما  | مقدماتی جام جهانی ۲۰۰۶ | دایی (۷۹-پ) ** کاجی (۲۸) – میرزاپور (۷۶-گل به خودی)                                                              |
| ۱۵ | ۱۳۸۴/۰۱/۰۵ | ایران ۲–۱ ژاپن | تهران، ورزشگاه آزادی                  | مقدماتی جام جهانی ۲۰۰۶ | هاشمیان (۲۵ و ۷۰) ** فوکونیشی (۶۵)                                                                               |
| ۱۴ | ۱۳۸۳/۰۵/۰۷ | ایران ۰–۰ ژاپن | چونگ‌کینگ، المپیک چونگ‌کینگ             | جام ملت‌های آسیا ۲۰۰۴   | [ ۱۲ ] |
| ۱۳ | ۱۳۷۸/۰۶/۱۷ | ژاپن ۱–۱ ایران | یوکوهاما، ورزشگاه بین‌المللی یوکوهاما  | بازی دوستانه           | دایی (۶۸) ** دایسوکهوکو (۱۰)                                                                                     |
| ۱۲ | ۱۳۷۶/۰۸/۲۵ | ایران ۲–۳ ژاپن | جوهور بهرو، ورزشگاه سلطان ابراهیم     | مقدماتی جام جهانی ۱۹۹۸ | عزیزی (۴۶) – دایی (۵۹) ناکایاما (۳۹) – جو (۷۵) – اوکانو (۱۱۹)                                                    |
| ۱۱ | ۱۳۷۲/۰۷/۲۶ | ایران ۲–۱ ژاپن | دوحه، ورزشگاه بین‌المللی خلیفه         | مقدماتی جام جهانی ۱۹۹۴ | حسن‌زاده (۴۵) – دایی (۸۶) ** تاکاگی (۸۸)                                                                          |
| ۱۰ | ۱۳۷۱/۰۸/۱۲ | ژاپن ۱–۰ ایران | هیروشیما، ورزشگاه پارک مین            | جام ملت‌های آسیا ۱۹۹۲   | میورا (۸۵) |
| ۹  | ۱۳۶۹/۰۷/۰۹ | ایران ۱–۰ ژاپن | پکن، ورزشگاه پکن فنگتای               | بازی‌های آسیایی ۱۹۹۰    | مرفاوی (۶) |
| ۸  | ۱۳۶۷/۱۰/۳۰ | ایران ۲–۲ ژاپن | تهران، ورزشگاه آزادی                  | بازی دوستانه           | گل به خودی (۵۱)، فرشاد پیوس (۶۲) مائدا (۱۹و۵۷)                                                                   |
| ۷  | ۱۳۶۷/۰۹/۱۳ | ایران ۰–۰ ژاپن | دوحه، ورزشگاه سحیم بن حمد             | جام ملت‌های آسیا ۱۹۸۸   | [ ۲۰ ] |
| ۶  | ۱۳۶۵/۰۶/۳۱ | ایران ۲–۰ ژاپن | دائجونگ، کره جنوبی، هانبَت استادیوم    | بازی‌های آسیایی ۱۹۸۶    | ابطحی (۵) – محمدخانی (۱۷)                                                                                        |
| ۵  | ۱۳۶۱/۰۶/۲۷ | ایران ۰–۱ ژاپن | دهلی نو، مودِلتون استادیوم             | بازی‌های آسیایی ۱۹۸۲    | کیمورا (۷۹) |
| ۴  | ۱۳۴۵/۰۹/۲۷ | ایران ۱–۰ ژاپن | بانکوک، ورزشگاه تاروا                 | بازی‌های آسیایی ۱۹۶۶    | اسماعیلی (۳۳) |
| ۳  | ۱۳۴۵/۰۹/۲۰ | ایران ۱–۳ ژاپن | بانکوک، ورزشگاه دانشگاه چولالونگ کورن | بازی‌های آسیایی ۱۹۶۶    | شیرزادگان (۳۷) کاماموتو (۴۶) – سوگی‌یاما (۸۴) – اوگی (۹۰-پ)                                                       |
| ۲  | ۱۳۲۹/۱۲/۱۷ | ایران ۳–۲ ژاپن | دهلی نو، ورزشگاه آمبدکار              | بازی‌های آسیایی ۱۹۵۱    | مسعودانصاری (۲۰ و ۷۳) – برومند (۶۷)** توکیتا (۵۸) – کاگاوا (۵۰)                                                  |
| ۱  | ۱۳۲۹/۱۲/۱۶ | ایران ۰–۰ ژاپن | دهلی نو، ورزشگاه آمبدکار              | بازی‌های آسیایی ۱۹۵۱    | این بازی در مرحله نیمه‌نهایی برگزار شد و به علت اینکه با نتیجه مساوی تمام شد فردای روز برگرازی بازی مجدد تکرار شد |

## گلزنان
کلا ۱۴ بازیکن ایرانی با پیراهن تیم ملی ایران موفق به زدن گل به تیم ژاپن شده‌اند که علی دایی با زدن ۴ گل بهترین گلزن ایران در تاریخ جدال‌های تیم ملی ایران و تیم ملی ژاپن می‌باشد. برای تیم ژاپن نیز ۱۹ بازیکن مختلف گلزنی کرده‌اند که یویا اوساکو و اسامو مائدا با زدن ۲ گل بهترین گلزن ژاپنی در این بازی‌ها می‌باشند.

### گلزنان تیم ملی ایران
- ۴ گل: علی دایی
- ۲ گل: وحید هاشمیان – مهدی‌قلی مسعودانصاری
- ۱ گل: مهدی ترابی – خداداد عزیزی – رضا حسن‌زاده – فرشاد پیوس – صمد مرفاوی – سیدمهدی ابطحی - ناصر محمدخانی – فریبرز اسماعیلی – حمید شیرزادگان – امیرمسعود برومند – محمد محبی – علیرضا جهانبخش

یک گل نیز به اشتباه توسط یکی از بازیکنان ژاپن به ثمر رسیده است.
سرادار آزمون نیز یک گل آفساید زد.

### گلزنان تیم ملی ژاپن
- ۲ گل: یویا اوساکو – اسامو مائدا
- ۱ گل: گنکی هاراگوچی – یوشینوری موتو – آکیرا کاجی – تاکاشی فوکونیشی – دایسوکه اوکو - ماساشی ناکایاما – شوجی جو – ماسایوکی اوکانو – تاکویا تاکاگی – کازویوشی میورا - کازوشی کیمورا – کونیشیگه کاماموتو – ریویچی سوگی‌یاما – آریتاتسو اوگی – ماسانوری توکیتا – تورو کاگاوا – هیدماسا موریتا
- یک گل تیم ژاپن نیز به اشتباه توسط ابراهیم میرزاپور زده شده است.